# Ciosny (powiat tomaszowski)
Ciosny – wieś w Polsce położona w województwie łódzkim, w powiecie tomaszowskim, w gminie Ujazd.
Do 1954 roku istniała gmina Ciosny. W latach 1975–1998 miejscowość należała administracyjnie do województwa piotrkowskiego.